# Коробов, Владимир Борисович (востоковед)
Влади́мир Бори́сович Ко́робов (род. 30 июня 1957, Вильнюс) — русский писатель, буддолог и педагог.

## Биография
Окончил среднюю школу № 5 в Вильнюсе и философский факультет МГУ (1979). Работал в вильнюсской газете «Советская Литва», преподавал курсы по философии в Вильнюсском педагогическом институте (ныне Академия просвещения университета Витовта Великого), работал сторожем на стадионе «Динамо». Практическое знакомство с разнообразными профессиями оказалось полезным в должности психолога-консультанта Республиканского центра психологического консультирования и профессиональной ориентации (позднее Служба обучения рынка труда Литвы; 1983—1991).
С 1991 года — заместитель директора Литовского института исследований буддизма (лит. Lietuvos budizmo studijų institutas), впоследствии Вильнюсский центр исследований буддизма (лит. Vilniaus budizmo studijų centras).
Системный администратор компании «Infortechnika» (1998—2000). С 1999 года реализовал или принимал участие в ряде интернетных проектов, в том числе «Индоевропейский диктант», «Балтийский архив» и др.
Преподаватель истории философии в высшей школе предпринимательства Даугвилене (с 2001), лектор Центра ориенталистики Вильнюсского университета. В 2004 года защитил диссертацию на учёную степень доктора гуманитарных наук. С мая 2005 года — член редакционной коллегии «Acta Orientalia Vilnensis».
В настоящее время проживает в Вильнюсе.

## Научная деятельность
Занимается переводом буддистских текстов, анализом и интерпретацией учения о праджняпарамите, махаянских терминов (трикая и, в частности, дхармакая, бодхичитта и др.).

## Литературное творчество
Пишет прозу с применением, по определению Сергея Костырко, «борхесовских» беллетристических приемов. Однако книга стихов «Книга перемен» (Вильнюс, 1991), изданная под псевдонимом Александр Велецкий (совместно с Павлом Лавринцом), содержит главным образом его тексты и своей структурой и композицией обязана его идее. Совместно с Херукой в 1999 году начал издавать и редактировать онлайновый литературный журнал «Индоевропейский диктант», где и опубликованы основные произведения. Часть их вошла в известный цикл «Из книги „Неизвестные и малоизученные культы“».
Отдельные произведения публиковались в переводе на литовский язык. «Интеллектуально-детективный боевик» (С. Костырко) «Дальневосточные экспедиции князя Э. Э. Ухтомского…» занял третье место в категории «Проза» конкурса «Улов» (весна 2000), другие тексты занимали высокие позиции в конкурсе сетевой литературы «Тенёта». В последнее время тексты В. Б. Коробова включаются в антологии Макса Фрая «Русские инородные сказки», «Прозак» и др.

## Произведения
- Круг вопросов, связанных с интерпретацией понятия «джок» // Комментарии. — 1998. — № 15. — С. 123—133.
- Дальневосточные экспедиции князя Э. Э. Ухтомского и тантрийские мистерии ni-kha-yung-slei’ man-su-rob-ha (Из истории семиотических культов) (совместно с Е. Т.) // Улов: Современная русская литература в Интернете, вып. 1 (весна 2000). — М.: Арго-Риск, Тверь: Колонна, 2000. — С. 26—37.
- Краткие сведения о культе «света превращений» // Буддизм в России. — 2000. — № 33. — С. 72—76.
- О «последних вещах» (eshata pragmata) в культе древнеегипетской богини Нейт (постановка вопроса) // Реальность и субъект. — 2000. — № 3. — С. 101—109.
- Культ «черной бабочки» (хуштуг саат) у индейцев саат туока в связи с так называемым «запредельным мифом» // Реальность и субъект. — 2001. — № 4. — С. 102—115.
- Новые материалы к изучению «Общества Ловцов Теней» // Реальность и субъект. — 2002. — № 5. — С. 64—79.
- В нашем лесочке // Книга русских инородных сказок: Антология / Придумал и составил М. Фрай. — СПб.: Амфора, 2003. — С. 44—47.
- Новые сведения о еде // Книга русских инородных сказок: Антология / Придумал и составил М. Фрай. — СПб.: Амфора, 2003. — С. 47—56.
- Заметки о плавании во внутренних водах // Книга русских инородных сказок: Антология / Придумал и составил М. Фрай. — СПб.: Амфора, 2003.